# Farida Bourquia
Farida Bourquia, née en 1948 à Casablanca, est une réalisatrice marocaine, l'une des premières femmes marocaines à faire carrière comme réalisatrice, pour le cinéma et la télévision.

## Biographie
Après des études d'art dramatique à Moscou de 1968 à 1973, Farida Bourquia enseigne l'art dramatique au Conservatoire de Casablanca. Pendant la majeure partie de sa carrière, elle travaille aussi pour la Société nationale marocaine de radiodiffusion et de télévision, réalisant des documentaires et des émissions pour enfants,,,.
Pour l'Année internationale de la femme en 1975, Bourquia réalise plusieurs documentaires sur la femme marocaine,  les premiers documentaires marocains entièrement produits et réalisés par une femme. Son long métrage de 1982, La braise, raconte l'histoire de trois enfants orphelins d’un village, issus d’une famille qui s’est désintégrée lorsque le père a été accusé, à tort,de viol,,. Deux femmes sur la route, sorti en 2007, réalisé sur un scénario de Youssef Fadel, est une version marocaine de road movie classique américain, tel Thelma et Louise : deux femmes amenées à voyager ensemble vers le nord du pays,.
La septième édition du FIFFS, qui s'est tenue du 23 au 28 septembre 2013 lui a rendu hommage.

## Filmographie  (sélection)

### Pour la télévision
- Le dernier aveu
- La bague
- Je ne reviendrai pas
- Le visage et le miroir
- La boite magique
- La maison demandée

### Pour le cinéma
- 1982 : al-Jamra / La braise
- 2007 : Tariq al Alyat / Deux femmes sur la route
- 2014 : Zaynab, la rose d'Aghmat ou Zineb, la rose d’Aghma